# Mosteiro de Santa Maria de Villanueva de Oscos

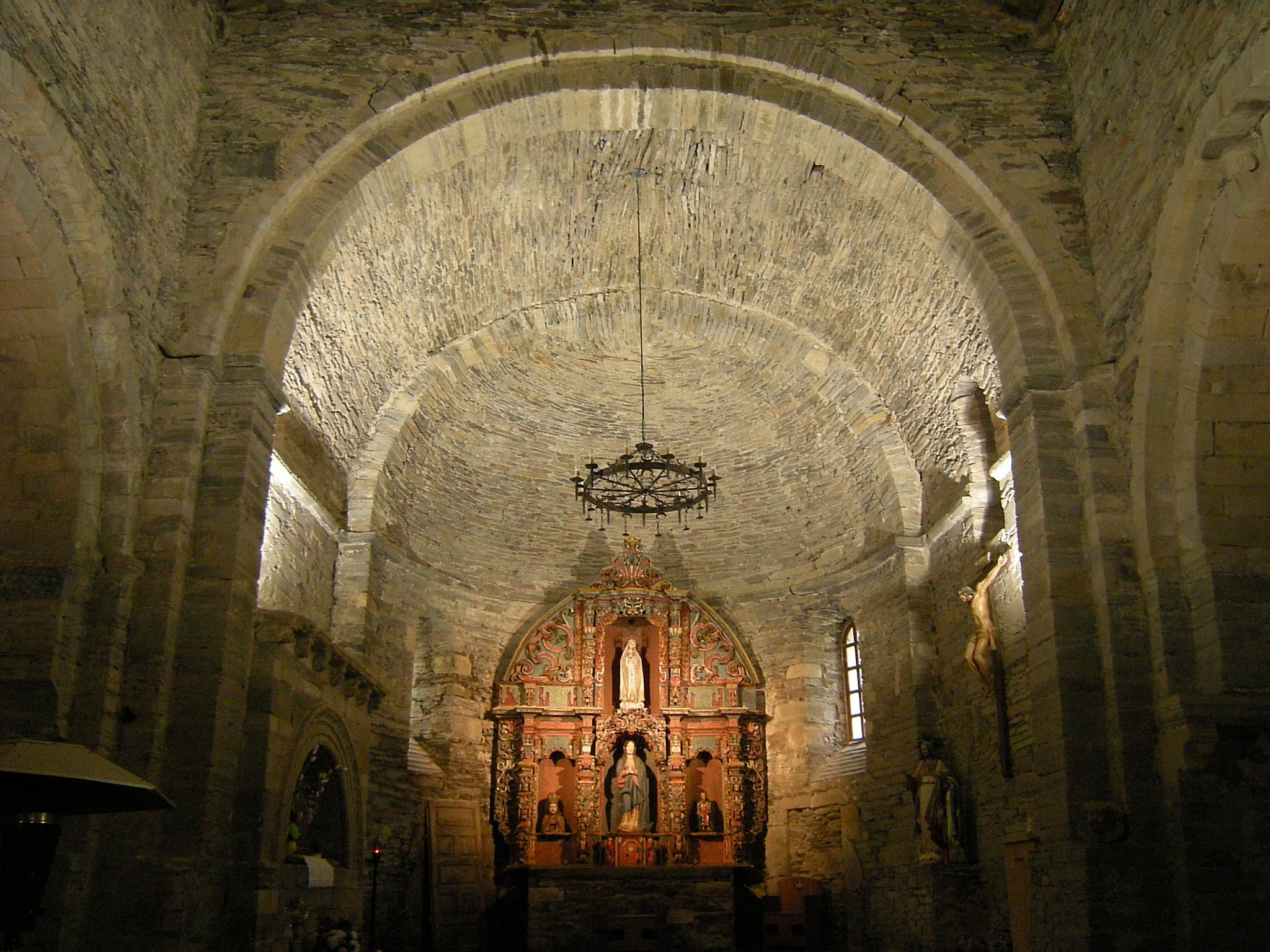
A igreja do mosteiro é parcialmente românica

O Mosteiro de Santa Maria de Villanueva de Oscos é um mosteiro em Villanueva de Oscos, nas Astúrias, Espanha . Foi fundada no século XII como uma casa beneditina.
A comunidade monástica foi encerrada com os confiscos eclesiásticos de Mendizábal . A igreja permaneceu em uso como igreja paroquial.
O cartório preserva 616 pergaminhos sobre a Idade Média: 32 do século XII, 261 do século XIII, 224 do século XIV e 99 do século XV.